# هلال الأسد
هلال أنور الأسد (12 مارس 1967 – 23 مارس 2014) قائد عسكري سوري وابن عم الرئيس السوري بشار الأسد. تولى رئاسة قوات الدفاع الوطني في اللاذقية، ورئاسة الشرطة العسكرية بالفرقة الرابعة. حصل على بكالوريوس في الاقتصاد. تزوج من فاطمة مسعود الأسد وله خمسة أولاد.

## الحرب الأهلية السورية
اعتبر هلال من مؤسسي قوات الدفاع الوطني الذي تأسست عام 2012 كقوة داعمة للجيش السوري. اتهمت منظمات حقوقية هلال الأسد باعتقال وتعذيب المعارضين السوريين في إطار قمع الثورة السورية. حيث تتم عمليات التعذيب داخل السجون وهوا من الشخصيات القيادة لما يدعى ب الشبيحة التي كانت مواليا لنظام الاسد 

## مقتله
قُتل هلال الأسد مع سبعة من مرافقيه يوم 23 مارس 2014، في هجوم لفصائل المعارضة السورية المسلحة على مدينة كسب بمحافظة اللاذقية.